# Cradle of Fear
Cradle of Fear (pl. Kołyska strachu)- horror w reżyserii Alexa Chandona z 2001 zainspirowany filmami-antologią, produkowanymi przez wytwórnię Amicus w latach siedemdziesiątych, które składały się z trzech oddzielnych półgodzinnych filmów, połączonych czwartym. 

## Fabuła
Główny wątek opowiada o seryjnym mordercy, który mści się na ludziach, którzy jego zdaniem odpowiedzialni byli za jego pojmanie.
Główną rolę zagrał Dani Filth, wokalista zespołu Cradle of Filth, a w rolach epizodycznych wystąpili także inni członkowie zespołu.

## Obsada
Źródło: Filmweb
- Dani Filth - Mężczyzna
- Emily Booth - Melissa
- Louie Brownsell - Nick
- Eileen Daly - Natalie
- Edmund Dehn - Detektyw Neilson
- Rebecca Eden - Sophie
- Stuart Laing - Richard Neilson

i inni